# Rada pedagogiczna
Rada pedagogiczna – organ wewnętrzny szkoły lub innej placówki, zajmujący się planowaniem, realizacją i kontrolą wykonania planów pracy dydaktyczno-wychowawczej i organizacyjnej szkoły. W skład rady pedagogicznej wchodzą wszyscy pracownicy pedagogiczni, niekiedy również przedstawiciele rodziców, organizacji społecznych i młodzieży. Rada pedagogiczna uchwala roczny plan i budżet szkoły, dokonuje analizy osiągnięć dydaktyczno-wychowawczych i podejmuje decyzje w sprawie ich doskonalenia, klasyfikuje i promuje uczniów, organizuje samokształcenie nauczycieli.

## Przewodniczący i skład rady pedagogicznej
Ustawa o systemie oświaty wyznacza zadania Rady Pedagogicznej jako organu szkoły. Dookreślane są one w postaci szczegółowych kompetencji w statucie szkoły, w części dotyczącej szczegółowych kompetencji organów szkoły. Rada pedagogiczna jest jednym z ważniejszych elementów organów działających w oparciu o statut szkoły. W każdej placówce oświatowo-wychowawczej podległej Kuratorium oświaty i wychowania w danym województwie winny działać: Rady i samorządy szkolne (rady szkoły, rady rodziców, rady uczniowskie).

### Przewodniczący rady pedagogicznej
Przewodniczącym rady pedagogicznej jest dyrektor lub kierownik placówki oświatowej bądź jego zastępca, w sytuacji gdy dyrektor nie posiada uprawnień pedagogicznych.

### Skład rady pedagogicznej
W skład rady pedagogicznej, wewnętrznego kolegialnego organu szkoły bądź innej placówki oświatowej w zakresie realizacji jej zadań  statutowych, wchodzą etatowi pracownicy pedagogiczni tj.: zastępca dyrektora lub kierownika placówki oświatowej, pedagog szkolny, nauczyciele danej szkoły lub placówki.

### Kompetencje rady pedagogicznej
Kompetencje rady pedagogicznej zostały określone w Ustawie o systemie oświaty (DzU z 2004 r., Nr 256, poz. 2572). W artykule 41. ustawy zostały określone
decyzje, które rada podejmuje w drodze uchwały pedagogicznej. 
Do takich należą: 
- klasyfikacja i promocja uczniów,
- decyzje w sprawie innowacji i eksperymentów pedagogicznych w szkole,
- skreślanie uczniów z listy (nie dotyczy uczniów objętych obowiązkiem szkolnym – art. 16 ust. 5) oraz
- dokonywanie nowelizacji w statucie bądź zatwierdzanie nowego statutu szkoły (w przypadku gdy w szkole istnieje rada szkoły, to ona podejmuje uchwały dotyczące statutu, natomiast rada pedagogiczna przygotowuje projekty).

### Debata rady pedagogicznej
Na debatę rady pedagogicznej mogą być zapraszani indywidualnie rodzice uczniów, co do których są uzasadnione wątpliwości wychowawcze w danej szkole. 
Przed rokiem 1989 debaty szkolne, potocznie były nazywane – posiedzeniami. Pojęcie „rada pedagogiczna” jest nadal mylone przez nauczycieli i rodziców z pojęciem „posiedzenie rady pedagogicznej”. Rada pedagogiczna jest organem jednostkowej placówki oświatowo-wychowawczej, tymczasem posiedzenia są debatami lub obradami, w których bierze udział organ tej szkoły.

### Uchwały rady pedagogicznej
W przypadku braku rady szkoły, rada pedagogiczna może wyjątkowo podjąć uchwały dotyczące:
- organizacji pracy szkoły w oparciu o arkusz organizacyjny (diagram cyklu szkolenia uczniów klas I-VIII);
- prowadzenia pełnej dokumentacji szkoleniowej placówki oświatowo-wychowawczej tj.: (sumaryczny dziennik szkolenia w szkole, dzienniki lekcyjne, indywidualne dzienniczki ucznia, szkolną książkę skarg i zażaleń do dyspozycji – nauczycieli, rodziców);
- semestralnych i miesięcznych planów pracy szkoły;
- tygodniowy plan szkolenia i rozkład zajęć lekcyjnych i pozalekcyjnych,
- dostosowania się do programów nauczania MEN i zaopatrzenia bibliotekę szkolną w indywidualny zestaw uczniowski podręczników i ćwiczeń w klasach I-VIII w formie tradycyjnej lub elektronicznej (ebook);
- programu zajęć obowiązkowych i dodatkowych,
- planów wychowawczych i programu profilaktyki,
- regulaminu szkoły,
- rady pedagogicznej oraz
- kalendarium szkoły.
- rada pedagogiczna w porozumieniu z radą rodziców może wystąpić z wnioskiem o odwołanie dyrektora lub jego zastępcy;

Jeśli w szkole nie została powołana Rada Szkoły, jej zadania wykonuje Rada Pedagogiczna, czyli w przypadku przygotowanych zmian w statucie szkoły – Rada Pedagogiczna również te zmiany uchwala. 
Ponadto, w przypadku braku rady szkoły, opiniuje dokumenty przedstawiane radzie pedagogicznej szkoły:
- projekt statutu szkoły albo jego zmian i przedstawia do uchwalenia Radzie Szkoły.
- projekt finansowy szkoły (rozdział subwencji lub dotacji na grupy szkoleniowe I-VIII),
- propozycje dyrektora dotyczące przydziałów czynności w/g. Karty Opisu Stanowiska (KRP) oraz przydziale sprzętu szkoleniowego i pomieszczeń, miejsc szkoleniowych.
- wnioski dyrektora o przyznanie nauczycielom odznaczeń, nagród i innych wyróżnień lub zapomogi socjalnej,

Każde posiedzenie rady pedagogicznej jest rejestrowane (protokólarnie) i przedstawiane w kwartalnym raporcie do kuratorium oświaty i wychowania.
Podczas dostosowania statutu szkoły do przepisów ustawy o oświacie lub innych ustaw należy zwrócić uwagę na zapis art. 41, który poszerza zadania Rady Pedagogicznej szkoły o: 
- ustalanie sposobu wykorzystania wyników nadzoru pedagogicznego, w tym sprawowanego nad szkołą lub placówką przez organ sprawujący nadzór pedagogiczny, w celu doskonalenia pracy szkoły lub placówki.

Wszystkie Uchwały rady pedagogicznej podejmowane są większością głosów w obecności co najmniej połowy jej członków. Obrady rady pedagogicznej są niejawne w zakresie spraw mogących naruszać wszelkie prawa osobowe i osobiste uczniów bądź ich rodziców oraz nauczycieli i innych pracowników szkoły.